# Super League XXIII
Die Super League XXIII (aus Sponsoringgründen auch als Betfred Super League XXIII bezeichnet) ist im Jahr 2018 die 23. Saison der Super League in der Sportart Rugby League. Der St Helens gewann sowohl die reguläre Saison als auch die Super-8-Playoffs. Im Grand Final setzten sich die Wigan Warriors 12:4 gegen die Warrington Wolves, welche damit die Super League zum 22. Mal gewannen.

## Tabelle
|     | Team                       | Spiele | Siege | Unent. | Ndlg. | Spiel- punkte | Diff. | Tabellen- punkte |
| --- | -------------------------- | ------ | ----- | ------ | ----- | ------------- | ----- | ---------------- |
| 01. | St Helens                  | 23     | 21    | 0      | 2     | 713:298       | + 415 | 42               |
| 02. | Wigan Warriors             | 23     | 16    | 0      | 7     | 573:354       | + 228 | 32               |
| 03. | Castleford Tigers          | 23     | 15    | 1      | 7     | 567:480       | + 87  | 31               |
| 04. | Warrington Wolves          | 23     | 14    | 1      | 8     | 531:410       | + 121 | 29               |
| 05. | Huddersfield Giants        | 23     | 11    | 1      | 11    | 427:629       | − 202 | 23               |
| 06. | Hull FC                    | 23     | 11    | 0      | 12    | 534:544       | − 10  | 22               |
| 07. | Wakefield Trinity Wildcats | 23     | 10    | 1      | 12    | 581:506       | + 75  | 21               |
| 08. | Dragons Catalans           | 23     | 10    | 1      | 12    | 488:531       | − 43  | 21               |
| 09. | Leeds Rhinos               | 23     | 8     | 2      | 13    | 441:527       | − 86  | 18               |
| 10. | Hull Kingston Rovers       | 13     | 8     | 1      | 14    | 476:582       | − 106 | 17               |
| 11. | Salford Red Devils         | 23     | 7     | 0      | 16    | 384:597       | − 213 | 14               |
| 12. | Widnes Vikings             | 23     | 3     | 0      | 20    | 387:653       | − 266 | 6                |

## Super-8-Playoffs
Bei den Super-8-Playoffs werden die Punkte der vorherigen Runde mitgenommen.
|     | Team                       | Spiele | Siege | Unent. | Ndlg. | Spiel- punkte | Diff. | Tabellen- punkte |
| --- | -------------------------- | ------ | ----- | ------ | ----- | ------------- | ----- | ---------------- |
| 01. | St Helens                  | 30     | 26    | 0      | 4     | 895:408       | + 487 | 52               |
| 02. | Wigan Warriors             | 30     | 23    | 0      | 7     | 740:417       | + 323 | 46               |
| 03. | Castleford Tigers          | 30     | 20    | 1      | 9     | 767:582       | + 185 | 41               |
| 04. | Warrington Wolves          | 30     | 18    | 1      | 11    | 767:561       | + 206 | 37               |
| 05. | Wakefield Trinity Wildcats | 30     | 13    | 1      | 16    | 747:696       | + 51  | 21               |
| 06. | Huddersfield Giants        | 30     | 13    | 1      | 16    | 539:794       | − 255 | 27               |
| 07. | Dragons Catalans           | 30     | 12    | 1      | 17    | 596:750       | − 154 | 25               |
| 08. | Hull FC                    | 30     | 11    | 0      | 19    | 615:787       | − 172 | 22               |

### Meisterschaftsplayoffs
Halbfinale
| 4. Oktober 19:45 | St Helens | 13 : 18       | Warrington Wolves                                                                                               | Totally Wicked Stadium, St Helens Zuschauer: 12.031 Schiedsrichter: Robert Hicks |
| 4. Oktober 19:45 | Versuche: Douglas 41. erh. Erhöhungen: Richardson (1/1) Straftritte: Richardson (3/3) 14., 50., 58. Dropgoals: Richardson (3/3) 37., 68., 71. | (3:2) Bericht | Versuche: Hughes 45. n.erh. Lineham 58. erh., 73. erh. Erhöhungen: Roberts (2/3) Straftritte: Roberts (1/1) 11. | Totally Wicked Stadium, St Helens Zuschauer: 12.031 Schiedsrichter: Robert Hicks |

| 5. Oktober 19:45 | Wigan Warriors                                                                                          | 14 : 0        | Castleford Tigers | DW Stadium, Wigan Zuschauer: 13.461 Schiedsrichter: Ben Thaler |
| 5. Oktober 19:45 | Versuche: Leuluai 11. erh. Tomkins 48. erh. Erhöhungen: Tomkins (2/2) Dropgoals: Tomkins (2/2) 40., 80. | (7:0) Bericht |                   | DW Stadium, Wigan Zuschauer: 13.461 Schiedsrichter: Ben Thaler |

Grand Final
| 13. Oktober 18:00 | Wigan Warriors                                              | 12 : 4        | Warrington Wolves             | Old Trafford, Manchester Zuschauer: 64.892 Schiedsrichter: Robert Hicks |
| 13. Oktober 18:00 | Versuche: Manfredi 26. n.erh., 77. n.erh. Davies 30. n.erh. | (8:4) Bericht | Versuche: Charnley 12. n.erh. | Old Trafford, Manchester Zuschauer: 64.892 Schiedsrichter: Robert Hicks |

## Super-8-Qualifikationsturnier
|     | Team                 | Spiele | Siege | Unent. | Ndlg. | Spiel- punkte | Diff. | Tabellen- punkte |
| --- | -------------------- | ------ | ----- | ------ | ----- | ------------- | ----- | ---------------- |
| 01. | Salford Red Devils   | 7      | 5     | 0      | 2     | 218:75        | + 143 | 10               |
| 02. | Hull Kingston Rovers | 7      | 5     | 0      | 2     | 216:137       | + 79  | 10               |
| 03. | Leeds Rhinos         | 7      | 5     | 0      | 2     | 197:162       | + 35  | 10               |
| 04. | Toronto Wolfpack     | 7      | 5     | 0      | 2     | 136:118       | + 18  | 10               |
| 05. | London Broncos       | 7      | 4     | 0      | 3     | 161:164       | – 3   | 8                |
| 06. | Toulouse Olympique   | 7      | 3     | 0      | 4     | 156:190       | – 34  | 6                |
| 07. | Widnes Vikings       | 7      | 1     | 0      | 6     | 92:173        | − 81  | 2                |
| 08. | Halifax              | 7      | 0     | 0      | 7     | 68:225        | – 157 | 0                |

### Million Pound Game
| 7. Oktober 19:00 | Toronto Wolfpack               | 2 : 4         | London Broncos                    | Lamport Stadium, Toronto Zuschauer: 6.888 Schiedsrichter: Chris Kendall |
| 7. Oktober 19:00 | Straftritte: O’Brien (1/1) 56. | (0:2) Bericht | Straftritte: Sammut (2/2) 8., 58. | Lamport Stadium, Toronto Zuschauer: 6.888 Schiedsrichter: Chris Kendall |